# Верхньогарасимівська сільська рада
Верхньогарасимівська сільська рада — сільська рада у Краснодонському районі Луганської області з адміністративним центром у селі Власівка.
Сільській раді підпорядковані також села Верхньогарасимівка, Микишівка і Нижня Гарасимівка.
Адреса сільської ради: 94486, Луганська обл., Краснодонський р-н, с. Власівка, кв. Советський, 1.

## Населені пункти
Населені пункти, що відносяться до Верхньогарасимівської сільської ради.
| № | Назва              | Тип  | Рік заснування | Площа км² | Населення (2001), ос. |
| - | ------------------ | ---- | -------------- | --------- | --------------------- |
| 1 | Верхньогарасимівка | село | 1815           | 3         | 286                   |
| 2 | Власівка           | село | 1951           | 5,793     | 1833                  |
| 3 | Микишівка          | село | 1951           | 1,437     | 91                    |
| 4 | Нижня Гарасимівка  | село | —              | 5,876     | 858                   |

## Керівний склад попередніх скликань
| ПІБ                        | Основні відомості                                                         | Дата обрання | Дата звільнення |
| -------------------------- | ------------------------------------------------------------------------- | ------------ | --------------- |
| Слєпцов Микола Миколайович | Сільський голова, 1973 року народження, освіта вища, член Партії регіонів | 31.10.2010   |                 |
| Слєпцов Микола Миколайович | Сільський голова, 1973 року народження, освіта вища, член народної партії | 26.03.2006   | 31.10.2010      |

Примітка: таблиця складена за даними джерела 